# Omloop Het Volk 1948
L'Omloop Het Volk 1948 va ser la quarta edició de l'Omloop Het Volk. La cursa es va disputar el 17 de març de 1948 amb inici i final a Gant. El vencedor fou Sylvain Grysolle.

## Classificació general
| Posició | Ciclista               | Temps      |
| ------- | ---------------------- | ---------- |
| 1       | Sylvain Grysolle (BEL) | 6h 40' 02" |
| 2       | Fausto Coppi (ITA)     | + 0"       |
| 3       | Marcel Hendrickx (BEL) | + 0"       |
| 4       | André Rosseel (BEL)    | + 0"       |
| 5       | Frans Leenen (BEL)     | + 0"       |
| 6       | Georges Claes (BEL)    | + 0"       |
| 7       | Michel Remue (BEL)     | + 0"       |
| 8       | Maurice Meersman (BEL) | + 0"       |
| 9       | Albert Ramon (BEL)     | + 0"       |
| 10      | Roger Chupin (FRA)     | + 0"       |